# 海の上のバルコニー
『海の上のバルコニー』（うみのうえのバルコニー、Un balcon sur la mer）は、2010年のフランスのラブ・サスペンス映画。
監督はニコール・ガルシア、出演はジャン・デュジャルダンとマリ＝ジョゼ・クローズなど。
少年時代にアルジェリア独立戦争の混乱の中で別れ別れとなった初恋相手と再会した中年男性を描いている。
日本では劇場未公開だが、WOWOWで2013年2月10日に放送された他、同年8月2日にDVDが発売された。

## ストーリー
1980年代、南仏の古都エクス＝アン＝プロヴァンス。義父の経営する不動産会社で働くマルクは妻子と穏やかな生活を送っていた。そんなある日、マルクは、古い屋敷の買い取り手の代理人として現れた女性マンドナート夫人と出会う。どこかで見覚えのある彼女が、少年時代にフランス統治下にあったアルジェリアのオランで共に過ごした初恋の女性キャティだと気付いたマルクは、再会を喜ぶとともに彼女に強く惹かれる。2人はごく自然に深い関係となるが、彼女は逃げるようにマルクの前から姿を消す。
家族で実家を訪れたマルクは、母親からキャティがとうの昔に亡くなっていることを知らされる。信じられないマルクだったが、自分を避けるように姿を消した彼女を不審に思い、彼女の行方を追う。
実は彼女は、幼い頃のマルクとキャティをよく知るマリ＝ジャンヌだった。当時の彼女は、マルクに恋をし、キャティに憧れていた地味でおとなしい少女だった。また彼女は、マルクの同僚セルジオの愛人で、父親の借金を返済するために、セルジオと結託して金をだまし取る目的で代理人を演じていたのだ。
全てを知ったマルクはセルジオを会社から追い出す。一方、マリ＝ジャンヌはセルジオと縁を切る。
季節が変わった頃、マルクの前に現れたマリ＝ジャンヌは、マルクが自分を勝手にキャティと間違えたことで、意図せずキャティのフリをすることになってしまったこと、そしてキャティの最期について語る。
マルクは思い出を辿るようにオランを訪れる。そして、女優として舞台に立つマリ＝ジャンヌのもとにやって来る。

## キャスト
- マルク・パレストロ: ジャン・デュジャルダン - 義父の経営する不動産会社で働く妻子持ちの真面目な男。
- マリ＝ジャンヌ・マンドナート/キャティ: マリ＝ジョゼ・クローズ - マルクの幼なじみで初恋の相手キャティと見られる女性。
- セルジオ・バルトーリ: トニ・セルヴィッロ - マルクの同僚。
- クロチルド・パレストロ: サンドリーヌ・キベルラン - マルクの妻。
- ロベール・プラット: ミシェル・オーモン - クロチルドの父親。
- マルクの母: クラウディア・カルディナーレ

## 作品の評価
アロシネによれば、23件のメディアによる評価の平均は5点満点中3.3点である。